# Laguna de Suesca
La laguna de Suesca es un lago natural ubicado en los municipios de Suesca y Cucunubá en el departamento de Cundinamarca, Colombia. Su cuenca corresponde a una hoya de escorrentía semielíptica, que se extiende en sentido norte – sur, con aproximadamente 10 km de largo por 6 km de ancho. Se encuentra ubicada en la parte alta de la Cordillera Oriental, sobre el anticlinal de Nemocón del norte, al nororiente del departamento, en los 5º 6´ latitud N y los 78° 48´ longitud W y a una altitud de 2800 m.

## Geología y suelos

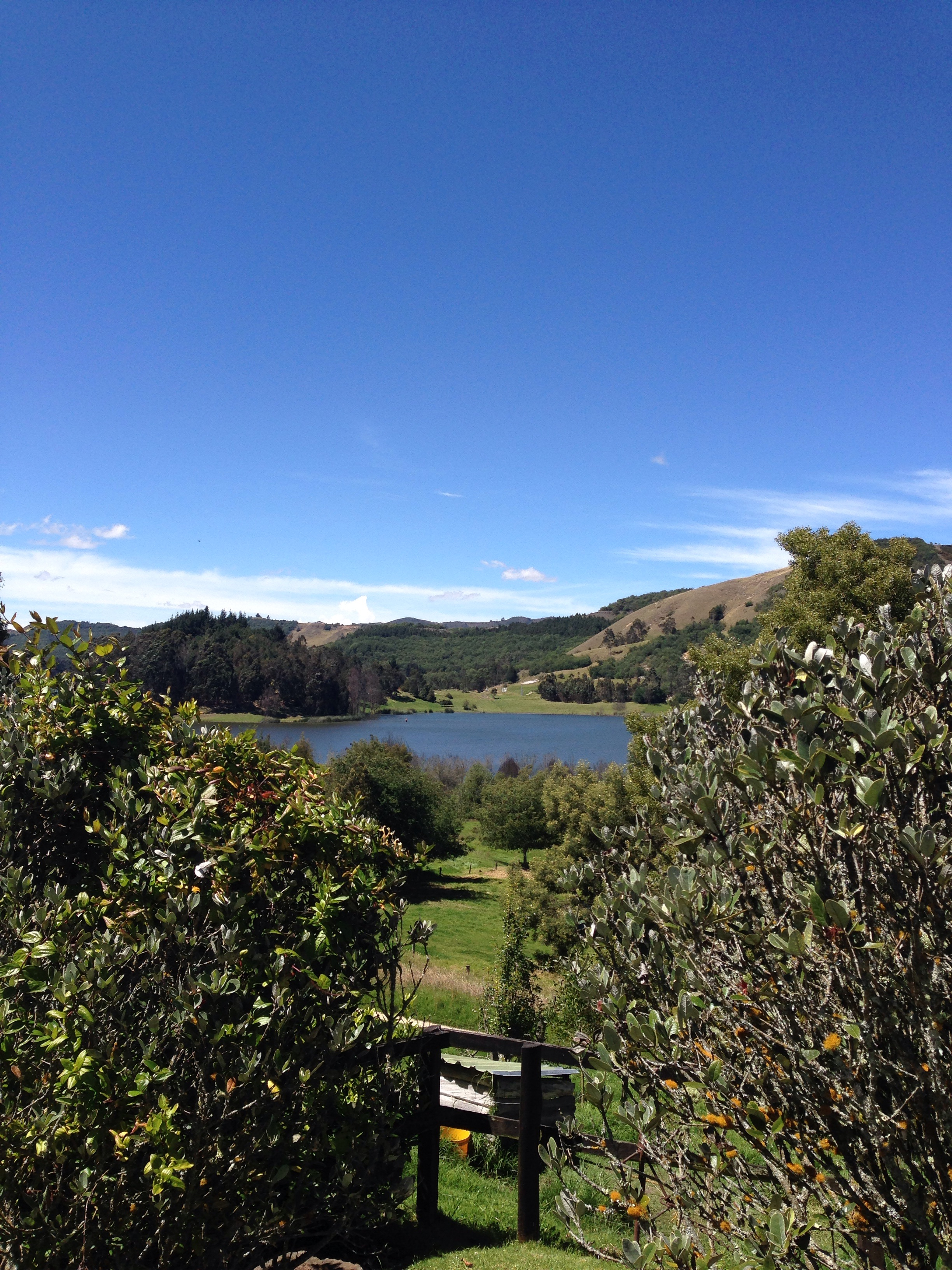
Vista de la laguna desde el costado oriental.

Geológicamente, la laguna es de origen tectónico, y está ligada a la formación de la cordillera oriental, la cual tuvo gran actividad de levantamientos durante el plioceno. Por la ubicación en la que se encuentra, donde hay una amplia distribución de rocas sedimentarias, se encuentran las formaciones Guadalupe, Guaduas, Bogotá y Areniscas del cacho. Así mismo,  la cuenca es atravesada por la falla de Suesca, la cual fue rellenada por areniscas.
Los suelos de la cuenca están clasificados como alfisoles, en donde las zonas de erosión son clasificadas como “malas tierras”. En general, corresponden a climas fríos y secos, con relieve ondulado – quebrado y muy evolucionados, en donde la presencia de la erosión es frecuente y la mayoría de los horizontes presentan enriquecimiento con arcillas.  Estos suelos fueron formados durante el plioceno y cuaternario, y presentan depósitos de cenizas volcánicas provenientes de la Cordillera Central, que más tarde se transformaron en arcillas que actualmente se encuentran en los horizontes inferiores.

## Vegetación y clima
La vegetación original estaba compuesta por bosque de corono y espino, en compañía de comunidades más xerofíticas y bosque andino de encenillo, los cuales corresponden al Bosque seco Montano Bajo (bs-MB) según el Sistema de clasificación de zonas de vida de Holdridge. Hoy en día la cobertura está dominada por especies exóticas, Acacia decurrens en su mayoría, con pocos relictos de vegetación nativa en sectores al norte y sur de la cuenca.
Desde el punto de vista climático, la región, posee un régimen de lluvias bimodal, con un promedio anual de 647 mm, temperaturas medias de 14 °C, humedad relativa del 70% y evaporación de 1331 mm/año, (lo cual evidencia el déficit hídrico de la región). Los vientos, son un factor determinante para la vegetación y en general el clima, pues provienen de la Sabana de Bogotá, del Valle del río Magdalena y de los Llanos Orientales, que al confluir en el área generan características específicas desde el punto de vista del arrastre de la humedad y la factibilidad de las precipitaciones.
La región está bajo la jurisdicción de la Corporación Autónoma Regional de Cundinamarca (CAR) y sobre su eje central (norte – sur) se encuentra el límite de los municipios de Cucunubá y Suesca, siendo el primero, el municipio con mayor terreno sobre la cuenca.

## Aspectos ambientales
La  cuenca ha sufrido procesos severos de deforestación y erosión que han afectado negativamente su ecosistema, en especial el acuático, que sumado al efecto del cambio climático han llevado a una reducción significativa del espejo de agua (se dice que la laguna tenía hasta 5 islas que hoy no existen). 
Desde 1970 se inició un proceso de rehabilitación de suelos con acacia decurrens y otras especies arbóreas exóticas (pino y eucalipto) que ante el poco manejo han aumentado la problemática relacionada con la disminución de la escorrentía de sus afluentes. 
La cuenca se encuentra dentro de la Reserva Forestal de la Cuenca Alta del río Bogotá, sin embargo no se han realizado estudios para identificar si la cuenca está en realidad conectada con el sistema hidrográfico de la Laguna de Fúquene y el río Suárez. 
Por tradición oral, se conoce que la laguna tenía gran variedad de especies, entre las que se encuentran la guapucha y el capitán, hoy extintos localmente debido a la desecación del cuerpo de agua y a la introducción de carpas y truchas, que también desaparecieron por el mismo efecto de la sequía en 1998.
La laguna es punto de parada para gran variedad de aves migratorias, pero son pocos los ejercicios realizados para hacer conteos y registros en la zona.

## Puntos de interés
- Estación La Laguna, del Ferrocarril del Norte.
- Monolitos de Suesca, formaciones rocosas sobresalientes ubicadas en el costado sur de la cuenca.
- Cerro del bababuy, al costado norte de la cuenca.